# 51. Infanterie-Brigade (1. Königlich Württembergische)
Die 51. Infanterie-Brigade (1. Königlich Württembergische) war ein Großverband der Württembergischen Armee.

## Geschichte
Der Großverband wurde am 31. März 1817 in Stuttgart als 1. Infanterie-Brigade aufgestellt. Nach der Reichsgründung wurde sie am 18. Dezember 1871 in 51. Infanterie-Brigade (1. Königlich Württembergische) umbenannt und war Teil der 26. Division des XIII. (Königlich Württembergisches) Armee-Korps in Stuttgart und ihr waren das Grenadier-Regiment „Königin Olga“ (1. Württembergisches) Nr. 119 und das Infanterie-Regiment „Kaiser Friedrich, König von Preußen“ (7. Württembergisches) Nr. 125 unterstellt.

### Deutscher Krieg

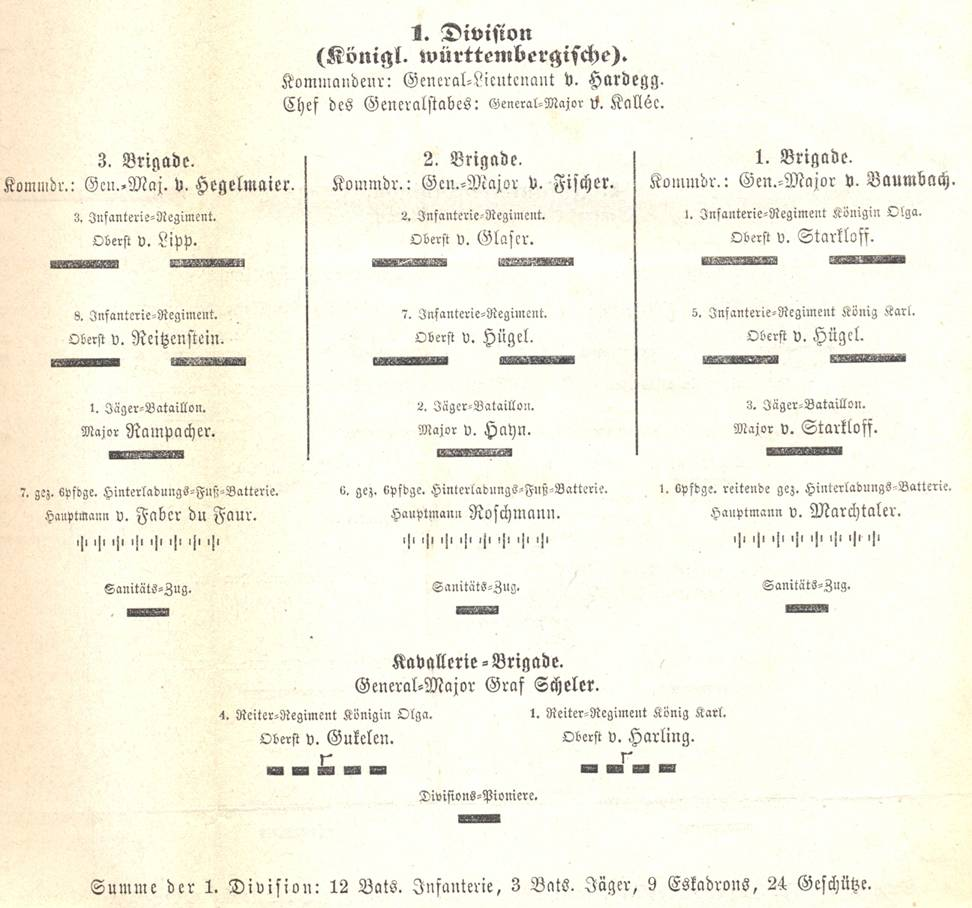
Ordre de bataille 1866

Im Krieg gegen Preußen nahm die Brigade 1866 als Teil der 1. Division beim VIII. Armee-Korps des Deutschen Bundes an den Gefechten bei Tauberbischofsheim und Gerchsheim teil.

### Deutsch-Französischer Krieg
Im Deutsch-Französischen Krieg 1870/71 kämpfte die Brigade in den Schlachten bei Wörth, Villiers, Champigny und bei der Belagerung von Paris.
1896 wurden der Brigade die Landwehrbezirke Calw und Stuttgart zugewiesen.

### Erster Weltkrieg

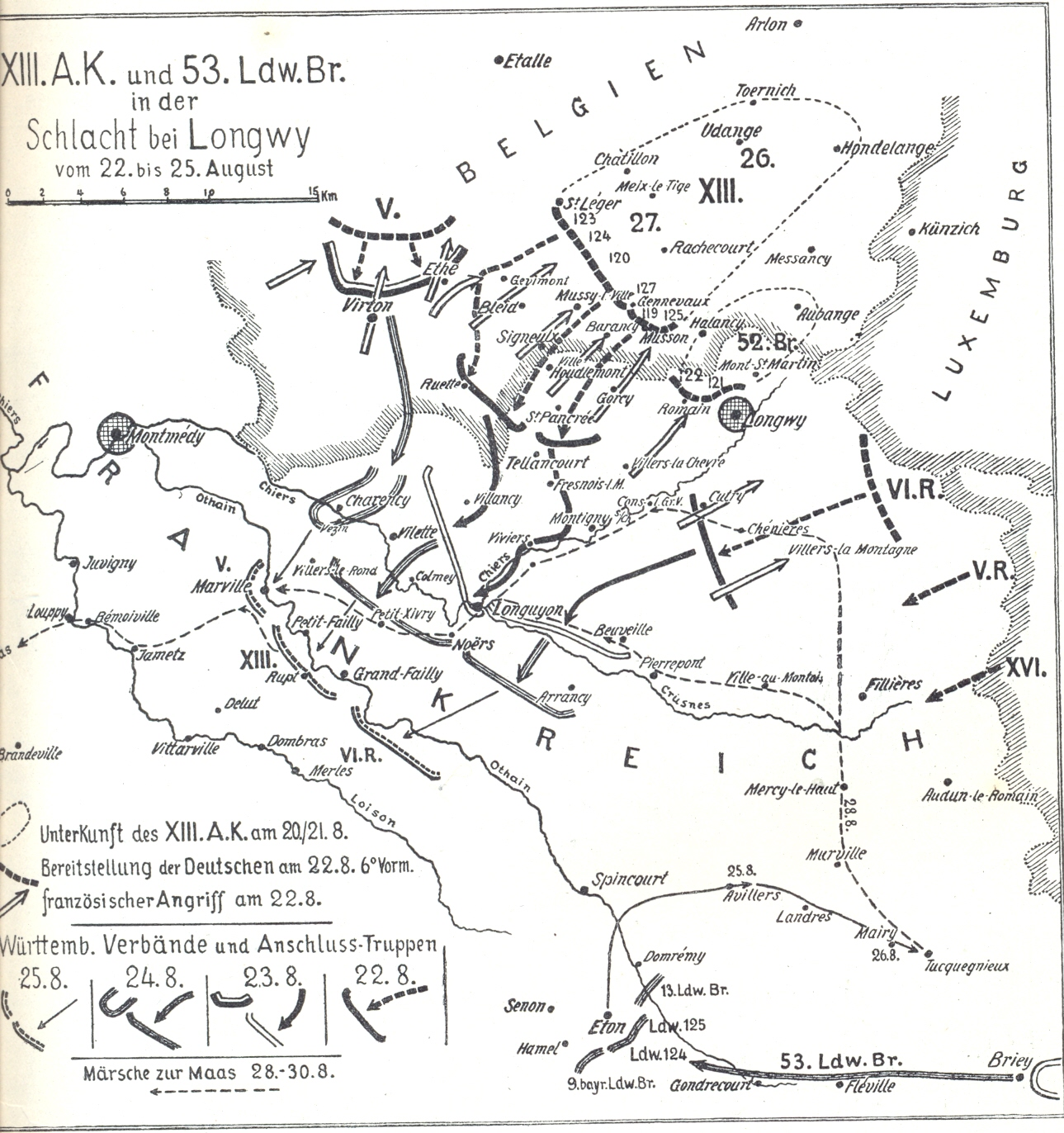
Die 51. Brigade in der Schlacht bei Longwy

Im Rahmen der Mobilmachung stellte die Brigade im August 1914  das Brigade Ersatz Bataillon 51 auf, kämpfte an verschiedenen Fronten und nahm bei Kriegsbeginn im Verbund der 26. Division bzw. der 5. Armee am Aufmarsch an der Westfront teil. In der Schlacht bei Longwy erlitt die Brigade am 22. August 1914 schwere Verluste und wurde im Oktober zur 6. Armee an die neu entstandene Front in Flandern verlegt. Nach schweren Verlusten im Raum Fromelles folgte im Oktober 1914 die Verlegung an die nördliche Ostfront. 
Dort war sie an der Durchbruchsschlacht bei Przasnysz beteiligt und wurde im Oktober 1915 zu den Kämpfen in Serbien geschickt. Im Dezember 1915 nach Flandern zurückgekehrt, folgte die Schlacht an der Somme. Die Einheit war bis September 1917 im Einsatz, als sie nach Südtirol verlegt und in der Isonzoschlacht eingesetzt wurde. Am 4. Januar 1918 wurde die Truppe letztmalig (wieder) an die Westfront verlegt, wo sie sich an vielen verlustreichen Schlachten beteiligte und sich vom 21. Oktober bis 4. November 1918 auf die Antwerpen–Maas-Stellung zurückzog. Nach dem Waffenstillstand am 11. November 1918 wurde die Räumung der besetzten Gebiete notwendig; die Einheiten kehrten in ihre Heimatgarnisonen zurück.

### Kommandeure
| Dienstgrad                   | Name                             | Datum                                                          |
| ---------------------------- | -------------------------------- | -------------------------------------------------------------- |
| Generalmajor                 | Ludwig Friedrich von Stockmayer  | 1817 bis 1837                                                  |
| Generalmajor                 | Karl zur Lippe-Falkenflucht      | 1837 bis 1842                                                  |
| Generalmajor                 | Ludwig von Valois                | 1842 bis 1846                                                  |
| Generalmajor                 | Karl von Württemberg             | 1846 bis 1849                                                  |
| Generalmajor/Generalleutnant | Wilhelm von Württemberg          | 1849 bis 1857                                                  |
| Generalmajor                 | Wilhelm von Donop                | 1857 bis 1859                                                  |
| General                      | Gustav von Brandenstein          | 1859 bis 1866                                                  |
| Generalmajor                 | Karl von Baumbach                | 1866 bis 1868                                                  |
| Generalmajor                 | Karl Bernhard von Reitzenstein   | 1868 bis 1872                                                  |
| Generalleutnant              | Adolf von Hertzberg              | 04. Juli 1872 bis 4. Januar 1876                               |
| Oberst                       | Wilhelm von Gaisberg-Schöckingen | 05. Januar bis 3. März 1876 (mit der Führung beauftragt)       |
| Oberst/Generalmajor          | Wilhelm von Gaisberg-Schöckingen | 04. März 1876 bis 10. November 1879                            |
| Generalmajor                 | Karl von Linck                   | 17. November 1879 bis 10. Juli 1885                            |
| Oberst                       | Hugo von Lupin                   | 21. Juli 1885 bis 28. Januar 1886 (mit der Führung beauftragt) |
| Oberst/Generalmajor          | Hugo von Lupin                   | 29. Januar 1886 bis 11. Juli 1888                              |
| Oberst                       | Max Schott von Schottenstein     | 12. Juli bis 17. August 1888                                   |
| Generalmajor                 | Max Schott von Schottenstein     | 18. August 1888 bis 12. November 1890                          |
| Generalmajor                 | Wilhelm von Pfaff                | 24. November 1890 bis 26. Mai 1892                             |
| Preuß. Oberst                | Günther von Schlotheim           | 27. Mai bis 31. Juli 1892 (mit der Führung beauftragt)         |
| Preuß. Generalmajor          | Günther von Schlotheim           | 01. August 1892 bis 16. Dezember 1896                          |
| Generalmajor                 | Immanuel von Hiller              | 17. Dezember 1896 bis 15. November 1899                        |
| Preuß. Generalmajor          | Arthur von Brietzke              | 16. November 1899 bis 22. September 1900                       |
| Generalmajor                 | Albrecht von Württemberg         | 23. September 1900 bis 12. April 1901                          |
| Oberst                       | Karl von Muff                    | 13. April bis 17. Mai 1901 (mit der Führung beauftragt)        |
| Generalmajor                 | Karl von Muff                    | 18. Mai 1901 bis 23. April 1904                                |
| Oberst                       | Rudolf von Berger                | 24. April bis 13. Juni 1904 (mit der Führung beauftragt)       |
| Generalmajor                 | Rudolf von Berger                | 14. Juni 1904 bis 20. Mai 1906                                 |
| Oberst                       | Franz von Soden                  | 21. Mai bis 12. September 1906 (mit der Führung beauftragt)    |
| Generalmajor/Generalleutnant | Franz von Soden                  | 13. September 1906 bis 31. März 1910                           |
| Generalmajor                 | Oskar von Bossert                | 01. April 1910 bis 21. April 1912                              |
| Oberst                       | Julius von Ferling               | 22. April bis 1. Mai 1912 (mit der Führung beauftragt)         |
| Generalmajor                 | Julius von Ferling               | 02. Mai 1912 bis 21. April 1914                                |
| Generalmajor                 | Hermann von Stein                | 22. April 1914 bis 20. Juli 1916                               |
| Oberst/Generalmajor          | Otto Haas                        | 20. Juli 1916 bis 16. März 1918                                |
| Generalmajor                 | Eugen Glück                      | 16. März bis 18. Oktober 1918                                  |
| Oberst                       | Max von Gemmingen                | ab 18. Oktober 1918                                            |